# چباف، استان لهستان بزرگ‌تر
چباف، استان لهستان بزرگ‌تر (به لاتین: Trzebaw, Greater Poland Voivodeship) یک سکونتگاه مسکونی در لهستان است که در Gmina Stęszew واقع شده‌است.

## خصوصیات
چباف ۶۱۲ نفر جمعیت دارد.